# Chặng đua GP Tuscan 2020
Chặng đua GP Tuscan 2020 (tên chính thức là Formula 1 Pirelli Gran Premio della Toscana Ferrari 1000 2020) là chặng đua thứ 9 của Giải đua xe Công thức 1 2020. Chặng đua diễn ra từ ngày 11 đến 13 tháng 09 năm 2020 tại trường đua Autodromo Internazionale del Mugello, Italia. Người chiến thắng là Lewis Hamilton đội đua Mercedes.

## Bối cảnh
Đây là chặng đua được bổ sung vào lịch thi đấu sau khi nhiều chặng đua bị hủy vì đại dịch Covid-19.

## Diễn biến chính

### Race-1:
Lewis Hamilton là người giành pole, anh bị mất vị trí dẫn đầu vào tay đồng đội Valtteri Bottas. Cũng ở pha xuất phát, Max Verstappen và Pierre Gasly có pha va chạm khiến cho cả hai phải bỏ cuộc và xe an toàn phải vào cuộc.
Sau khi hết xe an toàn và cuộc đua chuẩn bị được bắt đầu trở lại thì xảy ra tai nạn liên hoàn ngay ở đoạn thẳng xuất phát. Nguyên nhân do các tay đua chạy sau đã tăng tốc trong khi các tay đua chạy đầu vẫn đang trì hoãn tốc độ. Hậu quả là Kevin Magnussen, Antonio Giovinazzi và Carlos Sainz jr phải bỏ cuộc. Cuộc đua cũng bị tạm dừng ngay ở vòng 6.

### Race-2:
Ở pha xuất phát lại, Hamilton đã nhanh chóng đòi lại vị trí số 1. Sau đó thì hai tay đua Mercedes thoải mái mang về chiến thắng 1-2 cho đội đua của mình. Người về ba là tay đua người Thái Lan, Alexander Albon.
Chiến thắng này giúp Hamilton xây chắc ngôi đầu BXH tổng với 190 điểm.

## Kết quả
| Stt                                                        | Số xe | Tay đua            | Đội đua                   | Lap | Thời gian        | Xuất phát | Điểm |
| ---------------------------------------------------------- | ----- | ------------------ | ------------------------- | --- | ---------------- | --------- | ---- |
| 1                                                          | 44    | Lewis Hamilton     | Mercedes                  | 59  | 2:19:35.060      | 1         | 26   |
| 2                                                          | 77    | Valtteri Bottas    | Mercedes                  | 59  | +4.880           | 2         | 18   |
| 3                                                          | 23    | Alexander Albon    | Red Bull Racing-Honda     | 59  | +8.064           | 4         | 15   |
| 4                                                          | 3     | Daniel Ricciardo   | Renault                   | 59  | +10.417          | 8         | 12   |
| 5                                                          | 11    | Sergio Pérez       | Racing Point-BWT Mercedes | 59  | +15.650          | 7         | 10   |
| 6                                                          | 4     | Lando Norris       | McLaren-Renault           | 59  | +18.883          | 11        | 8    |
| 7                                                          | 26    | Daniil Kvyat       | AlphaTauri-Honda          | 59  | +21.756          | 12        | 6    |
| 8                                                          | 16    | Charles Leclerc    | Ferrari                   | 59  | +28.345          | 5         | 4    |
| 9                                                          | 7     | Kimi Räikkönen     | Alfa Romeo Racing-Ferrari | 59  | +29.770          | 13        | 2    |
| 10                                                         | 5     | Sebastian Vettel   | Ferrari                   | 59  | +29.983          | 14        | 1    |
| 11                                                         | 63    | George Russell     | Williams-Mercedes         | 59  | +32.404          | 18        |      |
| 12                                                         | 8     | Romain Grosjean    | Haas-Ferrari              | 59  | +42.036          | 15        |      |
| Ret                                                        | 18    | Lance Stroll       | Racing Point-BWT Mercedes | 42  | Accident         | 6         |      |
| Ret                                                        | 31    | Esteban Ocon       | Renault                   | 7   | Brakes           | 10        |      |
| Ret                                                        | 6     | Nicholas Latifi    | Williams-Mercedes         | 6   | Collision damage | 19        |      |
| Ret                                                        | 20    | Kevin Magnussen    | Haas-Ferrari              | 5   | Collision        | 20        |      |
| Ret                                                        | 99    | Antonio Giovinazzi | Alfa Romeo Racing-Ferrari | 5   | Collision        | 17        |      |
| Ret                                                        | 55    | Carlos Sainz Jr.   | McLaren-Renault           | 5   | Collision        | 9         |      |
| Ret                                                        | 33    | Max Verstappen     | Red Bull Racing-Honda     | 0   | Collision        | 3         |      |
| Ret                                                        | 10    | Pierre Gasly       | AlphaTauri-Honda          | 0   | Collision        | 16        |      |
| Fastest lap: Lewis Hamilton (Mercedes) – 1:18.833 (lap 58) |       |                    |                           |     |                  |           |      |

Nguồn: Trang chủ Formula1

## BXH sau chặng đua
|         | Stt | Tay đua         | Điểm |
| ------- | --- | --------------- | ---- |
|         | 1   | Lewis Hamilton  | 190  |
|         | 2   | Valtteri Bottas | 135  |
|         | 3   | Max Verstappen  | 110  |
| 1       | 4   | Lando Norris    | 65   |
| 1       | 5   | Alexander Albon | 63   |
| Source: |     |                 |      |

|         | Stt | Đội đua                   | Điểm |
| ------- | --- | ------------------------- | ---- |
|         | 1   | Mercedes                  | 325  |
|         | 2   | Red Bull Racing-Honda     | 173  |
|         | 3   | McLaren-Renault           | 106  |
|         | 4   | Racing Point-BWT Mercedes | 92   |
|         | 5   | Renault                   | 83   |
| Source: |     |                           |      |